# ادوارد م. هوندرت
ادوارد م. هوندرت (انگلیسی: Edward M. Hundert؛  – ) روان‌پزشک، ethicist, medical educator اهل ایالات متحده آمریکا بود.